# Blanchester
Blanchester és una població dels Estats Units a l'estat d'Ohio. Segons el cens del 2000 tenia 4.220 habitants.

## Demografia
Segons el cens del 2000, Blanchester tenia 4.220 habitants, 1.645 habitatges, i 1.131 famílies. La densitat de població era de 550,5 habitants per km².
Dels 1.645 habitatges en un 35% hi vivien nens de menys de 18 anys, en un 53,2% hi vivien parelles casades, en un 12% dones solteres, i en un 31,2% no eren unitats familiars. En el 27,8% dels habitatges hi vivien persones soles el 14,4% de les quals corresponia a persones de 65 anys o més que vivien soles. El nombre mitjà de persones vivint en cada habitatge era de 2,49 i el nombre mitjà de persones que vivien en cada família era de 3,05.
Per edats la població es repartia de la següent manera: un 27,1% tenia menys de 18 anys, un 8,5% entre 18 i 24, un 27,3% entre 25 i 44, un 20,5% de 45 a 60 i un 16,6% 65 anys o més.
L'edat mediana era de 36 anys. Per cada 100 dones de 18 o més anys hi havia 80,9 homes.
La renda mediana per habitatge era de 35.608 $ i la renda mediana per família de 42.018 $. Els homes tenien una renda mediana de 32.088 $ mentre que les dones 24.531 $. La renda per capita de la població era de 17.112 $. Aproximadament el 6,9% de les famílies i l'11% de la població estaven per davall del llindar de pobresa.

## Poblacions més properes
El següent diagrama mostra les poblacions més properes.